# Holme Olstrup (plaats)
Holme Olstrup is een plaats in de Deense regio Seeland, gemeente Næstved. De plaats telt 1164 inwoners (2008).